# Савез хокеја на леду Холандије
Савез хокеја на леду Холандије (НИЈБ) (хол. Nederlandse IJshockey Bond, NIJB) кровна је спортска организација задужена за професионални и аматерски хокеј на леду на подручју Краљевине Холандије. 
Савез је пуноправни члан Међународне хокејашке федерације (ИИХФ) од 20. јануара 1935. године.
Седиште Савеза налази се у граду Зутермеру.

## Историја
Хокеј са лоптом (или бенди) на подручју Холандије има веома дугу традицију. Утакмице су се играле на залеђеним рекама и језерима много пре него што је хокеј на леду почео да се игра у Европи. Класични хокеј на леду почиње да се игра почетком тридесетих година прошлог века. У исто време формирани су и први клубови. Екипе ХК Хага, Амстела и Тилбург траперса су се 1933. удружиле у заједничку лигу која је већ наредне године прерасла у национални савез хокеја на леду (хол. Nederlandse Ijshockey Bond). НИЈБ постаје пуноправним чланом ИИХФ 20. јануара 1935. године. 
Прва ледена површина са вештачким ледом постављена је у Хагу 1937. године, а највећа улагања у хокејашку инфраструктуру у земљи (отварање ледених дворана) десила су се током 1960-их када су саграђене дворане у готово свим већим градовима у земљи. Ветар у леђа развоју овог спорта представљао је и долазак бројних играча и тренера из хокејашки развијених држава попут Канаде и САД, али и из Уједињеног Краљевства.

## Такмичења
Савез је задужен за одржавање бројних професионалних и аматерских такмичења у земљи, те за рад националних селекција у обе конкуренције. 
Хокејашка лига Холандије игра се од сезоне 1937/38, а највиши ранг такмичења је Ередивисије (хол. Eredivisie) која представља једини професионални ниво такмичења у земљи. Постоји и Прва лига (хол. Eerste Divisie) и Национални куп. Сва остала такмичења су на аматерском и рекреативном нивоу. 
Мушка сениорска репрезентација је на међународној сцени дебитовала давне 1935. (5. јануар) против Белгије у Амстердаму (и изгубила са 0:4). Свега неколико дана после дебитантског наступа репрезентација је играла и на Европском првенству у Давосу (Швајцарска) где је на такмичарски дебитантском наступу поражена од селекције Мађарске (са 0:6). 
Женска сениорска репрезентација дебитовала је на међународној сцени у утакмици против Јапана у Мисисоги (Канада) 21. априла 1987. године (и изгубила са 2:5). На европским првенствима дебитовала је 1989, а на светским 1999. године. 

## Савез у бројкама
Према подацима ИИХФ из 2013. на подручју под ингеренцијом холандског савеза регистровано је укупно 2.888 играча, односно 1.694 у сениорској (1.465 мушкараца и 229 жена) и 1.194 у јуниорској конкуренцији. Судијску лиценцу поседовало је 50 арбитара. 
Хокејашку инфраструктуру чини 26 затворених ледених дворана и 2 терена на отвореном. Највеће ледене дворане су Де Витхоф у Хагу (8.000 места), Пеликан у Тилбургу (5.000) и ЛД Нијмеген (5.000). 